# Prisión de Belmarsh
La Prisión de Belmarsh es una prisión para hombres de categoría A en Thamesmead, al sureste de Londres, en Inglaterra. Está a cargo del Servicio de Prisiones de Su Majestad.

## Historia
La prisión de Belmarsh se construyó en una parte del emplazamiento este del antiguo Royal Arsenal en Woolwich y entró en funcionamiento el 2 de abril de 1991. 
Belmarsh se encuentra junto al Tribunal de la Corona de Woolwich y se utiliza en casos de gran repercusión, en particular los relacionados con la seguridad nacional. 
Entre 2001 y 2002, la prisión de Belmarsh se utilizó para detener indefinidamente a varias personas sin cargos ni juicio en virtud de las disposiciones de la parte 4 de la Ley de lucha contra el terrorismo, la delincuencia y la seguridad de 2001, por lo que fue denominada la «versión británica de Bahía de Guantánamo». 
Más tarde, los lores de la ley dictaminaron en A contra el Secretario de Estado del Departamento del Interior que tal encarcelamiento era discriminatorio y contra la Ley de Derechos Humanos de 1998. 
A menudo se utiliza para la detención de prisioneros por delitos relacionados con el terrorismo. En septiembre de 2006, contenía 51 presos por este tipo de delitos. En mayo de 2007, se produjo un disturbio violento en la prisión, según informó Sky News. Al menos cuatro funcionarios de prisiones resultaron heridos.
En 2009, una excavación arqueológica en el sitio condujo al descubrimiento de un sendero de 6.000 años en la prisión, el segundo sendero de madera más antiguo conocido en el norte de Europa después del Sweet Track cerca de Glastonbury. En noviembre de 2009, un informe de inspección del Inspector Jefe de Prisiones de Su Majestad criticó la aplicación «extremadamente alta» de fuerza para controlar a los reclusos en la prisión. El informe también indicó que un número inusualmente alto de presos había denunciado haber sido intimidados o victimizados por el personal de Belmarsh.
En 2010, se abrió la institución para jóvenes infractores HMP Isis dentro del muro perimetral de la prisión de Belmarsh.

## La prisión hoy
Belmarsh es una prisión de categoría A que alberga a presos de todo el Reino Unido. Además, Belmarsh es una prisión local, que acepta diferentes categorías de presos principalmente del Tribunal Penal Central (Old Bailey) y los Tribunales de Magistrados en el sureste de Londres. 
También sirve a los Tribunales de la Corona y Magistrados en el suroeste de Essex. El alojamiento en la prisión es una mezcla de aproximadamente un 60% de celdas de ocupación múltiple y un 40% de celdas individuales, distribuidas principalmente en cuatro unidades residenciales. A los reclusos de Belmarsh se les ofrece acceso a educación, talleres, dos gimnasios, uno centrado en cursos de educación física y otro recreativo, con el uso de un pabellón de deportes y una sala de fitness. El personal del gimnasio también está asociado con Charlton Athletic F.C. impartir cursos de entrenamiento acreditados por la FA para prisioneros.
En Belmarsh está en funcionamiento un plan de escucha para presos en riesgo de suicidio o autolesión. También hay un grupo de apoyo para presos extranjeros, que brinda asesoramiento sobre leyes de inmigración.

## Prisioneros notables
- Michael Adebolajo
- Abu Hamza al-Masri[5]
- Julian Assange[6]
- Anjem Choudary[7]
- David Copeland
- Richard Huckle
- Usman Khan
- Denis MacShane
- Stephen Port[8]
- Jonty Bravery[9]